# Bryomanginia saint-pierrei
Bryomanginia saint-pierrei är en bladmossart som beskrevs av Thériot 1931. Bryomanginia saint-pierrei ingår i släktet Bryomanginia och familjen Ditrichaceae. Inga underarter finns listade i Catalogue of Life.